# フェレドキシン-NADP+レダクターゼ
フェレドキシン-NADP+レダクターゼ（Ferredoxin-NADP+ reductase; FNR）は、次の化学反応を可逆的に触媒する酸化還元酵素である。 
2 還元型フェレドキシン（Fdred） + NADP+ + H+ {\displaystyle \rightleftharpoons } 2 酸化型フェレドキシン（Fdox） + NADPH
この酵素の基質は還元型フェレドキシン、NADP+とH+で、生成物は酸化型フェレドキシンとNADPHである。一般に、酸化還元酵素ではNADP+やNAD+が電子受容体としてよく利用される。補因子としてFADとフラビンを用いる。光合成（光化学系I）を構成する酵素の一つとして知られるが、非光合成生物にも存在する。進化的に関係のない（相同性のない）複数の酵素がFNRの機能を持つことが知られている。

組織名はferredoxin:NADP+ oxidoreductaseで、別名にadrenodoxin reductase、ferredoxin-nicotinamide adenine dinucleotide phosphate reductase、ferredoxin-NADP+ reductase、TPNH-ferredoxin reductase、ferredoxin-NADP+ oxidoreductase、NADP+:ferredoxin oxidoreductase、ferredoxin-TPN reductase、reduced nicotinamide adenine dinucleotide phosphate-adrenodoxin reductase、ferredoxin-NADP+-oxidoreductase、NADPH:ferredoxin oxidoreductase、ferredoxin-nicotinamide-adenine dinucleotide phosphate (oxidized) reductase、ferredoxin-NADP+ reductaseがある。

## 機能
光合成生物にとってFNRは主要なNADPHの供給ルートとなっており、生成したNADPHは炭素固定回路（CBBサイクル）で消費される。すなわち、FNRは光合成から炭素固定への電子伝達の橋渡しを担っている。生じたNADP+は光化学系Iで再利用される。FNRは明反応の間のみ機能する（暗反応時には機能できない）。光合成をしない生物にも存在しており、その場合FNRは窒素固定、硫酸塩の固定、イソプレノイド生合成、浸透圧・酸化ストレス応答、鉄硫黄クラスターの生合成など様々な代謝経路における電子伝達に関与する。
光合成生物において、還元型フェレドキシンの酸化によりNADPHを生成することがFNRの主な役割であるとは逆に、非光合成生物においてFNRの主な役割は還元型フェレドキシンの生成にある。このため、光合成生物がもつFNRを独立栄養型（autotrophic）、非光合成生物がもつFNRを従属栄養型（heterotrophic）と区別する場合もあるが、タンパク質の相同性に基づく分類（次項）とは関係がない。

## 分類
FNRは細菌、古細菌、真核生物のすべての生物ドメインで見つかっているが、大部分は２つの進化的に関係のない（相同性のない）タンパク質ファミリーのどちらかに属する。それぞれのタンパク質は収斂進化の結果、FNRとしての酵素機能をそれぞれ別個に獲得したと推測される。
- 植物タイプ(plant-type)
- グルタチオン還元酵素タイプ(glutathione reductase-type; GR-type)

植物タイプは、flavoprotein pyridine nucleotide cytochrome reductases (FPNCRs)と呼ばれる酵素ファミリーに属し、プラスチドタイプ(plastidic-type)および細菌タイプ(bacterial-type)の２つのサブクラスに分かれる。グルタチオン還元酵素（GR）タイプは、FAD/NAD結合ドメインファミリーに属し、ミトコンドリアにあるアドレノドキシン還元酵素タイプ(adrenodoxin reductase; AdR-like)および酸素添加酵素と結合したNADH:フェレドキシン還元酵素タイプ(oxygenase-coupled NADH:ferredoxin reductase; ONFR-like)の２つのサブクラスに分かれる。
この２つのタンパク質に加えて、近年新たに２つのタンパク質がFNRとしての機能をもつことが発見されている。
- チオレドキシン還元酵素タイプ(thioredoxin reductase-like FNR; TRLF)
- NADH依存性還元フェレドキシン:NADP+酸化還元酵素タイプ(NADH-dependent reduced ferredoxin:NADP+ oxidoreductase; NfnAB)

3番目の酵素グループはNADPH依存性チオレドキシン還元酵素(NADPHdependent thioredoxin reductase)に構造的に相同である。